# Оразакын, Аскар
Аскар Оразакын (каз. Асқар Оразақын ; 16 мая 1935, Мукей-Каратас (ныне в Или-Казахском автономном округе Синьцзян-Уйгурском автономного района КНР) — 24 января 2019, Алма-Ата, Казахстан) — казахский и советский поэт, филолог, фольклорист. Лауреат Международной литературной премии «Алаш» и литературной премии Союза писателей Казахстана имени Мукагали Макатаева.

## Биография
Учился в Кульдже. В 1951 году поступил на филологический факультет Института Наций в Урумчи. Происходит из рода Суан.
В 1955 году переехал в Казахстан, где в 1961 году окончил филологический факультет Казахского государственного университета.
Работал младшим научным сотрудником Института истории, этнографии и археологии имени Валиханова АН Казахской ССР, затем — инструктором Бюро по развитию художественной литературы Союза писателей Казахстана, заведующим отделом Республиканской книжной палаты, старшим редактором издательства «Жалын».
Член Правления Союза писателей Казахстана (с 1996).

## Творчество
Дебютировал в начале 1950-х годов, когда его стихи стали публиковаться в газетах и в журналах. Автор нескольких сборников стихов, в том числе для детей. Видный представитель детской литературы Казахстана.
Участвовал в издании пятидесяти томов «Всемирной детской литературы» на казахском языке.
О.Аскар собрал и впервые опубликовал в виде сборника казахские народные стихи «Кара олен» (1989). Второй дополненный том был опубликован в 1997 г.

## Избранные произведения
1. Тұңғыш. Өлеңдер. А., ҚМКӘБ. 1964;
2. Мейірім. Өлеңдер. А., «Жазушы», 1975;
3. Күнгей. Өлеңдер мен дастандар. А., «Жазушы», 1975;
4. Ләйлә. Өлеңдер. А., «Жалын», 1977;
5. Көкорай. Өлеңдер. А., «Жалын», 1979;
6. Балқарағай. Өлеңдер мен поэмалар. А., «Жазушы», 1981;
7. Сәулет. Өлеңдер мен поэмалар. А., «Жазушы», 1984;
8. Таудай бол! Өлеңдер. А., «Жалын», 1984;
9. Белжайлау. Өлеңдер мен поэмалар. А., «Жалын», 1985;
10. Расти большим. А., «Жалын», 1985;
11. Өркеш. Таңдамалы, А., «Жалын», 1987;
12. Қара өлең. А., «Жазушы», 1989;
13. Баркөрнеу. Таңдамалы, А., «Жалын», 1992;
14. Құран хикаялары. Аударма. А., «Жалын», 1992;
15. Керімсал. А., «Жазушы», 1994;
16. Жарапазан. А., «Балауса», 1995;
17. Суретті әліппе. А., «Өнер», 1996;
18. Әрі итер әлеміне саяхат. А., «Интерпечать», 1999.
19. Орбұлақ. Өлеңдер. А., «Ануар», 2000;
20. Тәуелсіздік тартулары. А., «Өнер», 2001;
21. Отан деп оянғанда. Өлеңдер мен дастандар. А., «Жалын», 2004;
22. Атамекенге оралғанда. Өлеңдер мен поэмалар. А., «Жалын», 2005;
23. Ұяда нені көрсең… Өлеңдер. А., «Балауса», 2005;
24. Қос қоңырау. Өлеңдер. А., «Балауса», 2005;
25. Сүт сыйлықтары. Өлеңдер. А., «Балауса», 2005;
26. Ұлттық ойындар. Өлеңдер. А., «Балауса», 2005;
27. Жаңа баталар. Өлеңдер. А., «Балауса», 2005;
28. Жеткіншек. Өлеңдер мен поэмалар. А., «Балалар әдебиеті», 2005;
29. Әріп — дыбыстық таңбасы. Өлеңдер. А., «Аруна», 2005;
30. Дербестік дес бер-генде. Өлеңдер мен поэмалар. А., «Жалын», 2006;
31. Мерекелер. Өлеңдер. А., 2007;
32. Алтын абдыра. А., «Балауса», 2007;
33. Елеулі елу ертегі, жебе дей жетпіс жұмбақ. А., «Ана тілі», 2007;
34. Ел ішінде. Өлеңдер мен поэмалар. А., «Жалын», 2008;
35. Інжу маржан. Әлем елдерінің халықтық жырлары. Аударма. А., «Балауса», 2008;
36. Балаларым — бақытым. Өлеңдер. А., «Алматыкітап», 2008;
37. Ақша туралы ақиқат. Өлеңдер. А., «Мектеп», 2008;
38. История денег. Стихи. А., «Мектеп», 2008;
39. Логопедтік әліппе. Өлеңдер. А., 2008.[3]
40. Белжайлау : Стихи и поэмы. ([Для старшего школьного возраста)

## Награды
- Медаль «10 лет независимости Республики Казахстан» (2001);
- Медаль «За трудовое отличие» (Казахстан);
- Международная литературная премия «Алаш»;
- Литературная премия Союза писателей Казахстана имени Мукагали Макатаева;
- Медаль «20 лет независимости Республики Казахстан» (2011);
- Орден Курмет;
- Почётный гражданин Панфиловского района (Алматинская область).